# Ashley Hutchinson
Ashley Hutchinson (* 9. Mai 1979 in Cairns) ist ein ehemaliger australischer Radrennfahrer.
Ashley Hutchinson gewann 2003 eine Etappe bei der Tour of Queensland. In der Saison 2004 fuhr er bei dem deutschen Radsport-Team Comnet-Senges. Bei den UCI-Bahn-Weltmeisterschaften 2004 wurde er mit der Nationalmannschaft Weltmeister in der Mannschaftsverfolgung. Ein Jahr später, bei den Bahn-Weltmeisterschaften in Los Angeles, gewann das team. die Bronzemedaille. 2006 fuhr er für das australische Continental Team Southaustralia.com. Bei den Commonwealth Games in Melbourne sicherte er sich jeweils die Silbermedaille in der Mannschaftsverfolgung und im Scratch.

## Erfolge

### Bahn
2004
- Weltmeister Mannschaftsverfolgung (mit Peter Dawson, Luke Roberts und Stephen Wooldridge)
- Ozeanienspiele – Punktefahren
- Ozeanienspiele – Scratch

2005
- Weltmeisterschaften – Mannschaftsverfolgung (mit Matthew Goss, Mark Jamieson und Stephen Wooldridge)

2006
- Commonwealth Games – Scratch
- Commonwealth Games – Mannschaftsverfolgung (mit Mark Jamieson, Matthew Goss, Peter Dawson und Stephen Wooldridge)

### Straße
2003
- eine Etappe Tour of Queensland

## Teams
- 2004 Comnet-Senges
- 2006 Southaustralia.com-AIS